# برنارد كوي
برنارد كوي (بالإنجليزية: Bernard Coy)‏ هو مجرم أمريكي، ولد في 13 فبراير 1900 في كنتاكي في الولايات المتحدة، وتوفي في 4 مايو 1946 في جزيرة ألكتراز في الولايات المتحدة.